# 道场

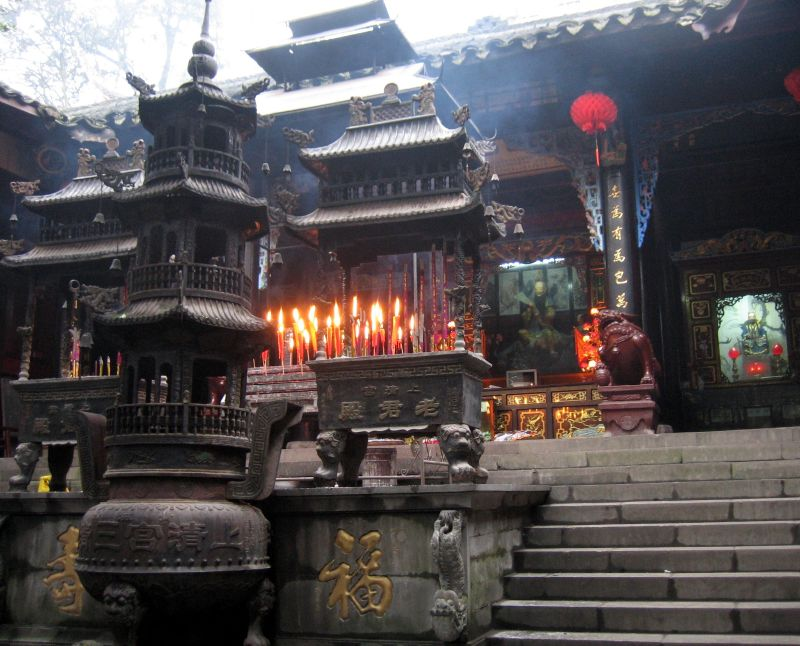
青城山上清宫老君殿

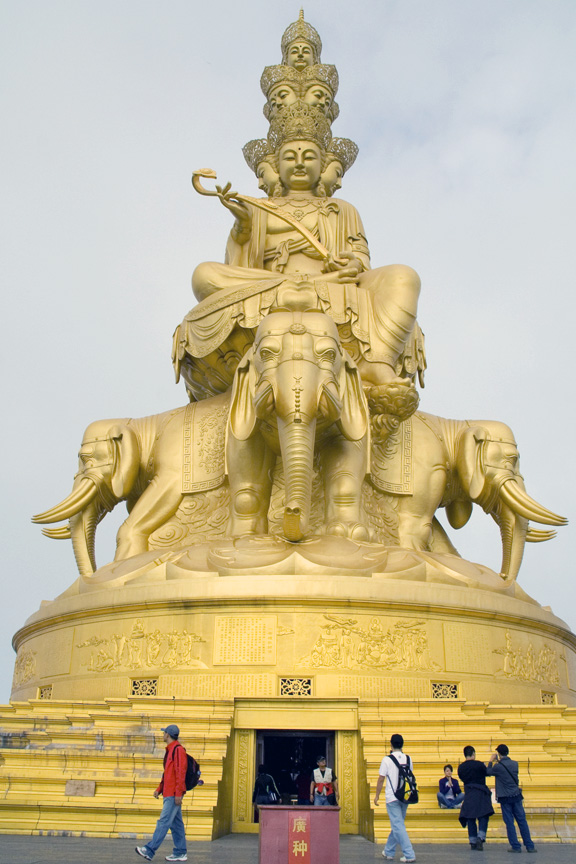
峨眉山的普贤菩萨雕像

道場，指修道的場所，如寺院、宮觀。亦指佛教、道教、一貫道中規模較大的法會儀式，如水陸道場、慈悲道場等；亦指僧尼、道士誦經超度亡人的場所。

## 語源
道場，本指「如來成道之場所」，對應梵語為bodhimaṇḍa，用來稱佛陀坐在菩提樹下成道覺悟之處。
道場的意義後來更擴大為：人們修道的場所，即是道場，如《注維摩詰經》說：「佛所坐處，於中成道，故名『道場』。……肇曰：閑宴修道之處，謂之『道場』也。……若能懷道場於胸中，遺萬累於身外者，雖復形處憒鬧、迹與事隣，舉動所遊，無非道場也」。
密宗傳入以後，曼荼羅（maṇḍala），亦即密宗儀軌的場地、佛菩薩、本尊集會之處所，稱之為道場。唐代的密宗文獻中，bodhimaṇḍa 譯為「菩提道場」。

## 主要道场

### 中国佛教四大名山
浙江普陀山、安徽九华山、山西五台山、四川峨眉山，分别被称为观音菩萨、地藏菩萨、文殊菩萨、普贤菩萨的道场。

### 中国佛教八小名山
南通狼山、浙江天台山、云南鸡足山、陕西终南山、江西庐山、河南嵩山、湖南衡山、北京香山，其中南通狼山位于八山之首，狼山又是大势至菩萨的佛门道场。